# Merck KGaA

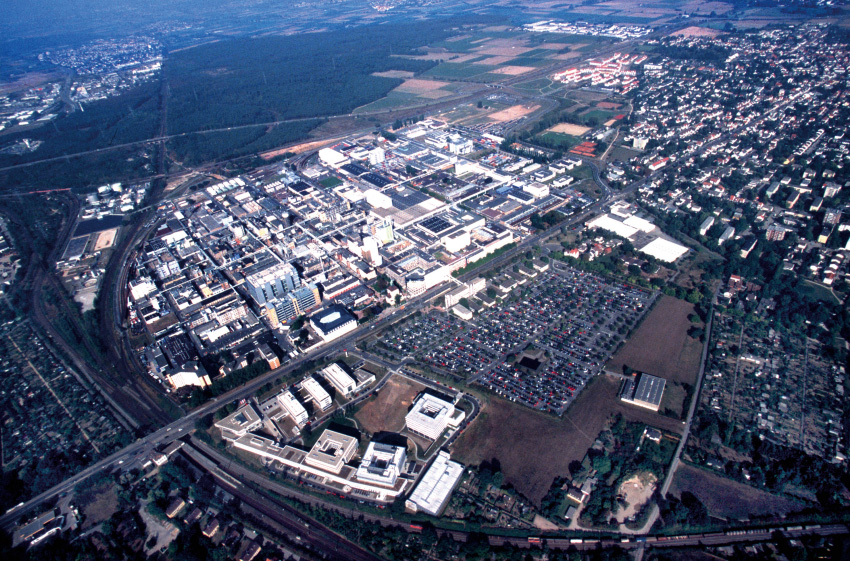
Vista aérea del complejo de oficinas centrales del Grupo Merck en Darmstadt, Alemania, que abarcan un área total de 1,25 km².

El Grupo Merck es un fabricante multinacional alemán de productos farmacéuticos, químicos, y de biotecnología, con sede global en Darmstadt, Alemania. El Grupo Merck o Merck KGaA, forma parte del índice bursátil alemán DAX de la Bolsa de Fráncfort, que representa a las 30 compañías con mayor cotización en Alemania. Además, Merck es la compañía farmacéutica y química más antigua del mundo, habiendo sido fundada en 1668, por Friedrich Jacob Merck. Con más de 57.000 empleados presentes en más de 60 naciones a nivel global, Merck está considerada una de las mayores compañías farmacéuticas del mundo.
El Grupo Merck también es conocido como Merck KGaA, teniendo KGaA un significado de sociedad limitada de acciones (Kommanditgesellschaft Auf Aktien en alemán).
A lo largo de los últimos años, Merck ha adquirido grandes compañías multinacionales dedicadas a la biotecnología y química, como la suiza Serono en 2006, por 13.300 millones de dólares, la norteamericana Millipore Corporation en 2010, por 7200 millones de dólares, y la también americana Sigma-Aldrich en 2014, por 17.000 millones de dólares.
En 2019, la compañía invirtió en investigación y desarrollo un total de 2300 millones de Euros.

## Historia
Las raíces históricas de Merck KGaA están en Darmstadt, donde Friedrich Jacob Merck adquirió la "Engel-Apotheke" (Farmacia del Ángel) en 1668. En 1827, Heinrich Emanuel Merck comenzó la producción en escala industrial de alcaloides, extractos de plantas y otros productos químicos. El éxito en la exportación a los Estados Unidos llevó en 1887 al establecimiento de una subsidiaria en Nueva York. Con Georg Merck, un nieto de Heinrich Emanuel Merck, Merck & Co. se formó en 1891. A causa de la confiscación de propiedades que tuvo lugar como resultado de la Primera Guerra Mundial, Merck & Co. se convirtió en una compañía americana independiente. Hoy Merck & Co. solo tiene los derechos al nombre dentro de Norteamérica; fuera de EE. UU. opera como Merck Sharp and Dohme (MSD) o MSD Sharp & Dohme. Merck KGaA, en cambio, tiene los derechos en el mundo, y opera en Norteamérica bajo el nombre de EMD, formada por las iniciales de Emanuel Merck, Darmstadt.

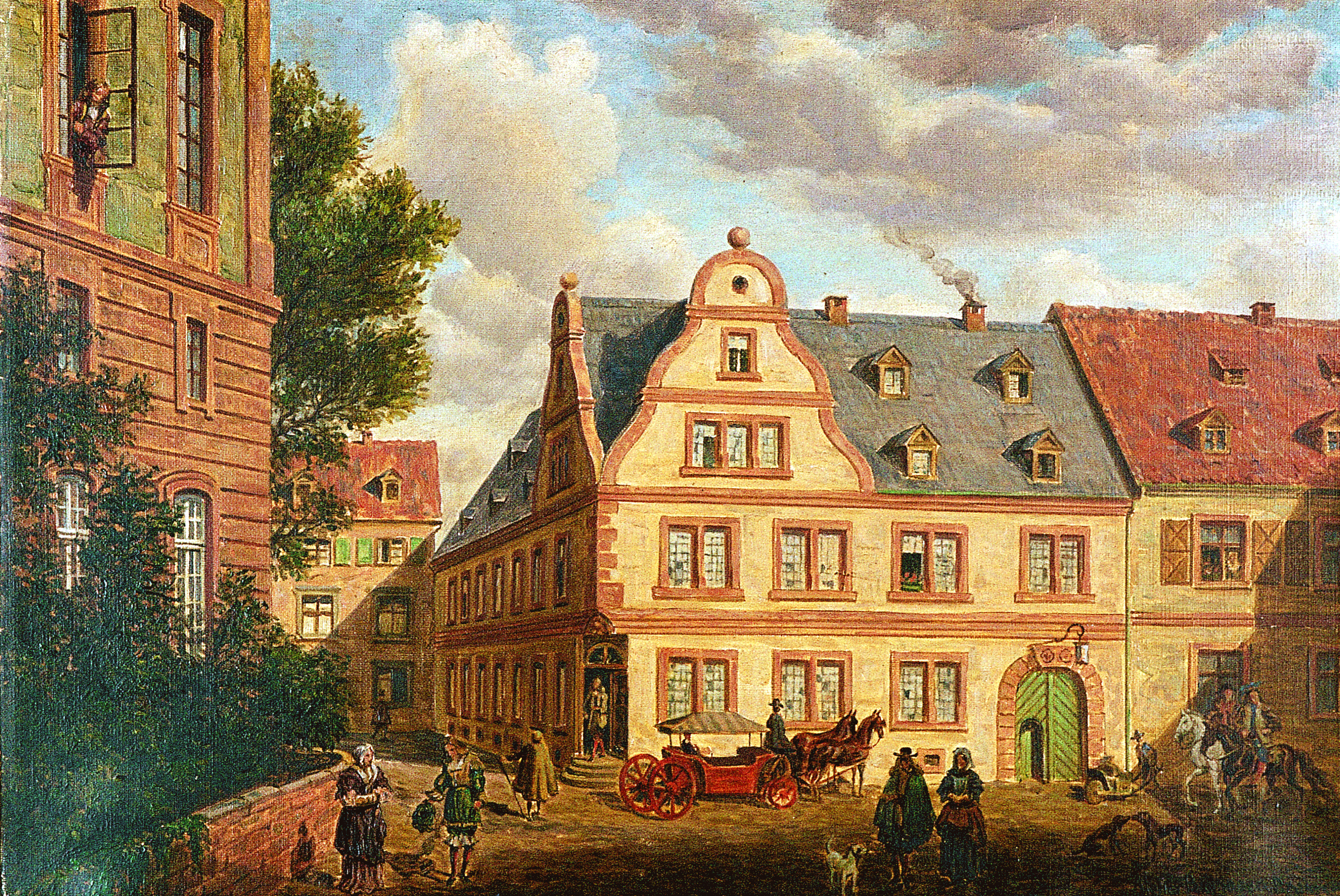
La Engel Apotheke es la farmacia más antigua del mundo y representa las raíces de Merck KGaA.

Hasta la Primera Guerra Mundial, estuvo asociada con Merck & Co con sede en Whitehouse Station, New Jersey, Estados Unidos. La similitud de sus nombres lleva a confusión, pues se trata de empresas independientes.

## Polémicas
Merck KGaA se ha enfrentado a críticas por continuar sus operaciones comerciales en Rusia tras la invasión de Ucrania por parte del país. A pesar de las sanciones internacionales y la presión sobre las empresas para que abandonen el mercado ruso, Merck KGaA ha mantenido su presencia, alegando su compromiso de suministrar medicamentos esenciales. Esta decisión ha provocado la reacción de activistas y organizaciones que abogan por la responsabilidad de las empresas en los conflictos geopolíticos.

## Adquisición de Serono
En septiembre del 2006, la empresa anunció la compra de Serono, empresa suiza líder en biotecnología, comprando 64,5 % de las acciones a la familia Berttarelli, por un valor total de 13.300 millones de dólares. Sus ventas alcanzaron los 2 mil millones de euros en 2011, lo que la sitúa en el séptimo lugar entre las empresas farmacéuticas de biotecnología. La fusión entre las empresas, que tomó el nombre de Merck Serono, comenzó a operar en enero de 2007.

## Adquisición de Millipore Corporation
En el año 2010, Merck compró Millipore por 7200 millones de dólares. Esta forma parte ahora de la división química de Merck, la cual compite en el mercado de producción de cristales líquidos, que son utilizados en televisiones y teléfonos celulares. Otra área de producción es la de pigmentos, utilizados en automóviles y cosméticos.

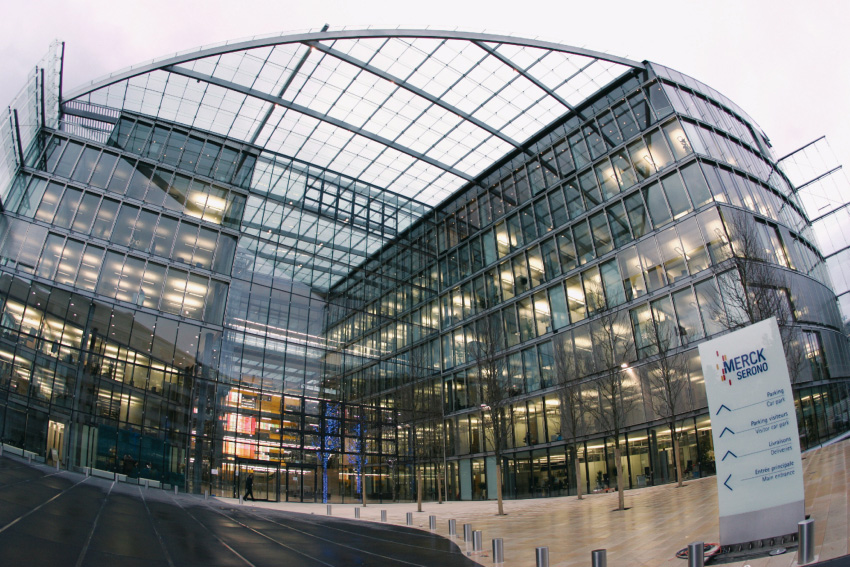
Edificio de la división de Serono del Grupo Merck en Ginebra, en el que en 2006 trabajaban 1200 trabajadores.

## Adquisición de Sigma-Aldrich
En 2014, Merck lleva a cabo la adquisición del grupo Sigma-Aldrich, fabricante estadounidense de componentes químicos y desarrollador de técnicas de laboratorio, por aproximadamente 17.000 millones de dólares.

## Áreas de Negocio

#### División de Salud

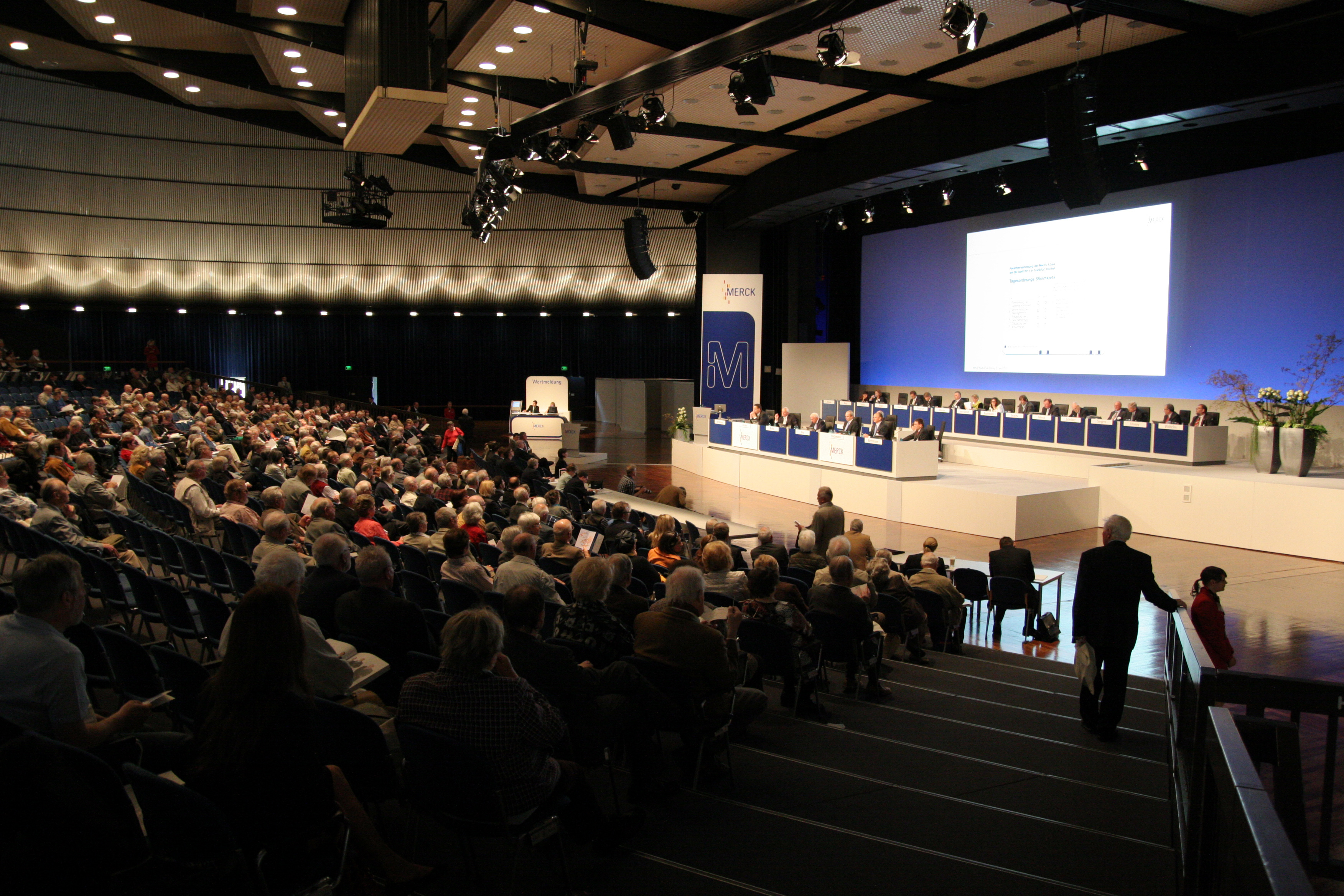
Reunión anual de accionistas del Grupo Merck en 2011, en Darmstadt, Alemania.

- Neurología e inmunología.
- Oncología.
- Fertilidad.
- Endrocrinología.
- Medicina general.

#### División Ciencias de la Vida
- Clínica y diagnóstico.
- Biotecnologías emergentes.
- Análisis ambiental.
- Soluciones para alimentos y bebidas.
- Investigación pública y académica.
- Soluciones para el sector industrial.
- Producción farmacéutica y biofarmaceutica.

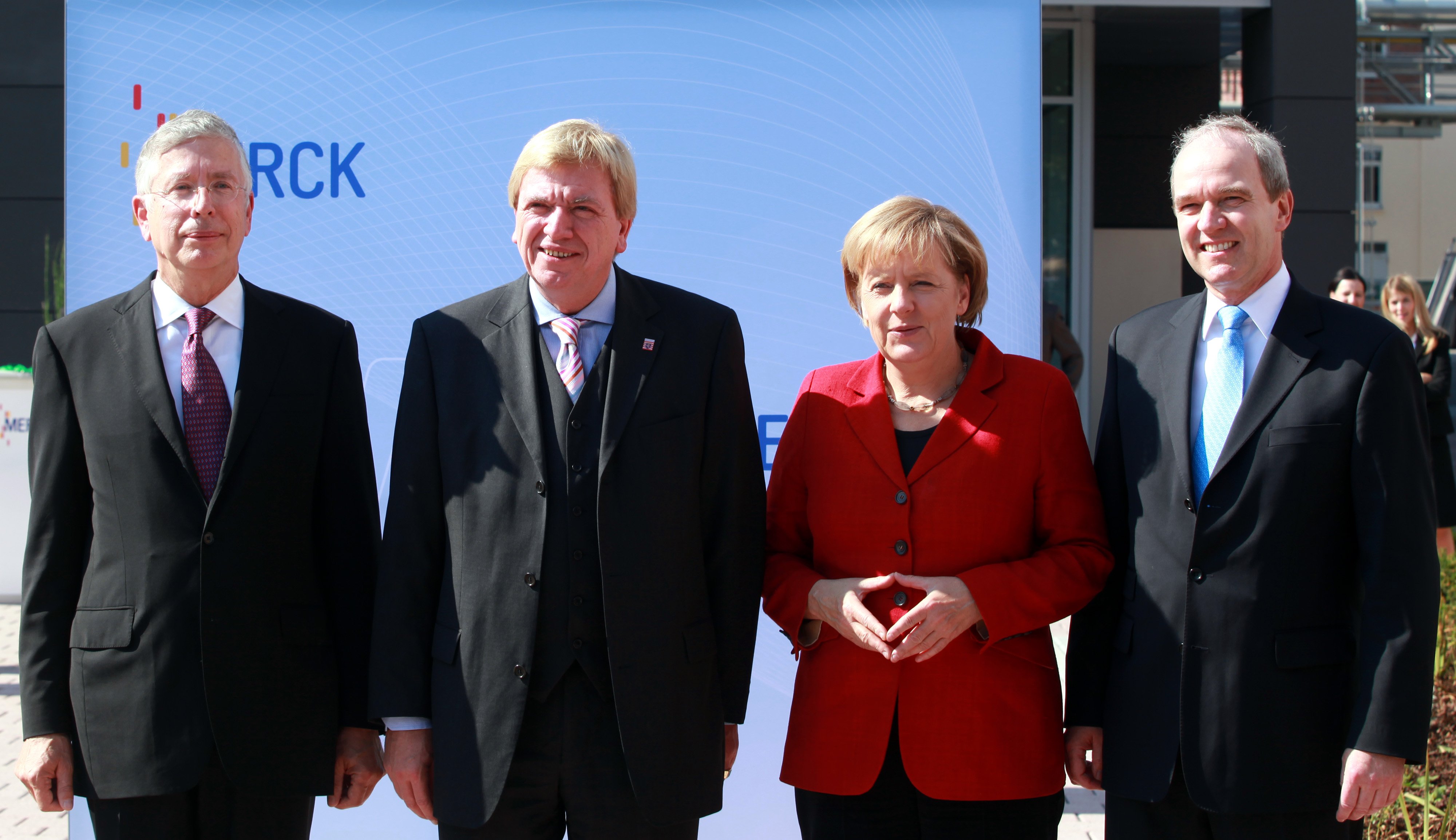
Cancillera alemana Ángela Merkel en la inauguración del centro de investigación de materiales de Merck en Darmstadt en 2010.

- Investigación y farmacéutica.
- Control de calidad farmacéutica.

#### Materiales de alto rendimiento
- Soluciones para automoción.
- Soluciones para arquitectura.
- Cosméticos.
- Pantallas.
- Pigmentos de efecto.
- Tecnologías funcionales.
- Optoelectrónica.
- Semiconductores.

## La MarcaMerck

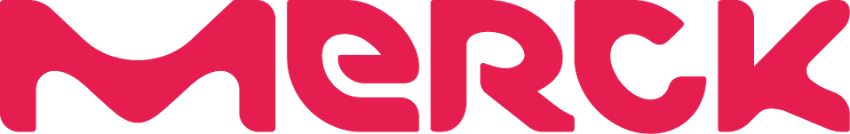
Logotipo del Grupo Merck, diseñado por la agencia FutureBrand en 2015.

En 2015, la agencia FutureBrand rediseña la identidad visual de Merck, incluyendo una actualización completa de su logotipo. Tal y como comunicó la empresa, el concepto detrás de la nueva marca se basa en la de una compañía científica y tecnológica dinámica, inspirada en la diversidad de colores y formas que se podrían observar bajo un microscopio, lo cual le aportan un carácter científico.

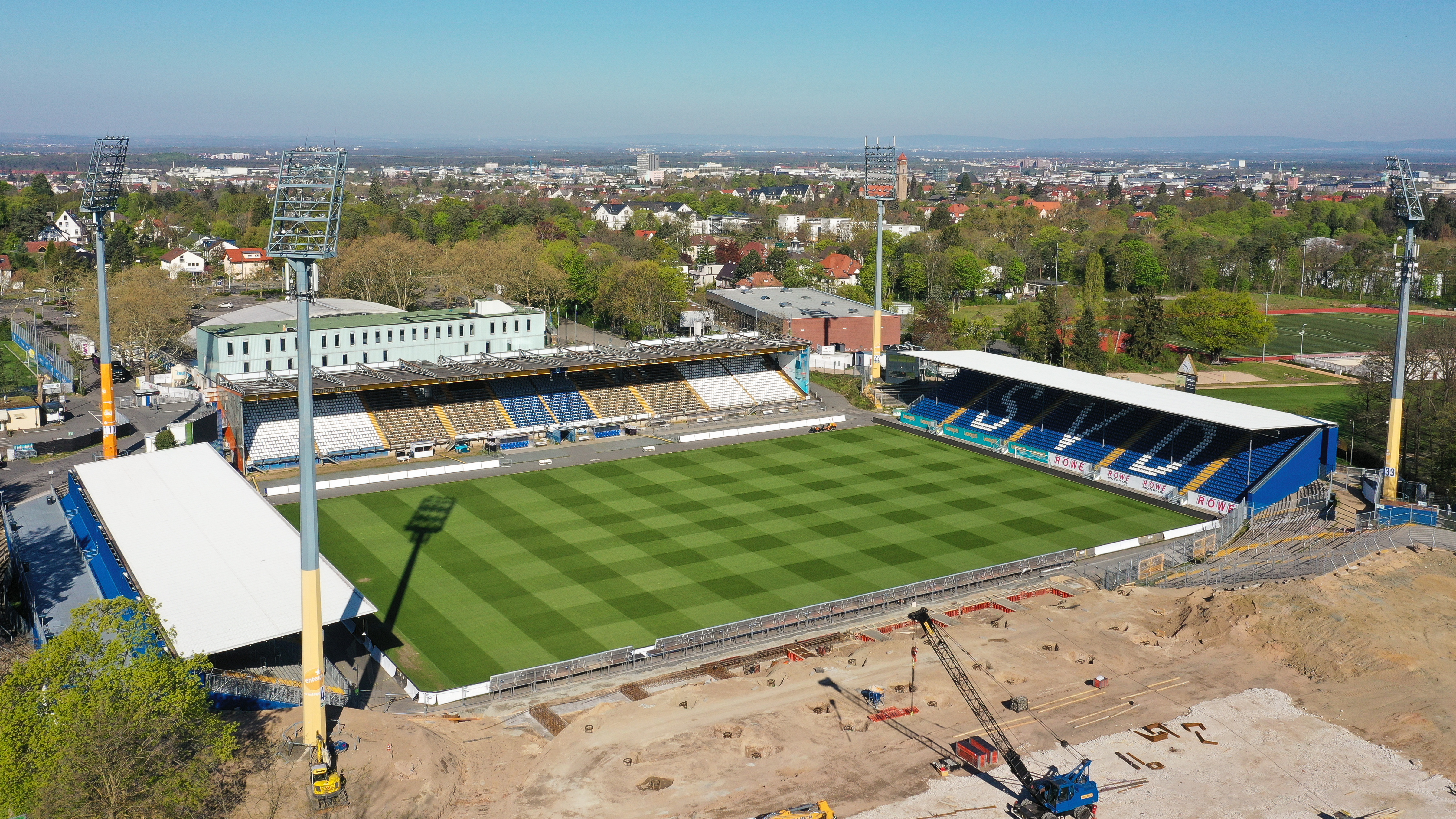
Estadio Merck-Stadion an Böllenfalltor del SV Darmstadt 98 durante su renovación.

En 2018, la compañía celebró el 350 aniversario de su marca, con un gran evento en Darmstadt, su ciudad natal.
Merck es patrocinador del estadio de fútbol del equipo de la 2a. Bundesliga del SV Darmstadt 98, recibiendo dicho estado el nombre de Merck-Stadion an Böllenfalltor.